# Annual (Publikation)
Ein Annual (engl. für „Jahrbuch“) ist eine Zeitschrift, ein Buch oder ein Comicband, der jährlich veröffentlicht wird. Einzelne Episoden aus wöchentlichen oder monatlichen Magazinen oder Comicserien werden zusammengestellt und in einem Band veröffentlicht. Ein Annual kann unter einem Thema stehen oder einen bestimmten Künstler würdigen.
Von vielen amerikanischen Comics werden Annuals als Ergänzung zur regulären fortlaufenden Serie veröffentlicht, so wie von Captain America oder den Teen Titans. Diese Annuals sind oft umfangreicher als die regulären Ausgaben der jeweiligen Serie, und ihre Handlung ist meist nicht Teil des aktuellen Erzählstrangs der Serie, sondern in sich abgeschlossen. Häufig enthält ein Annual mehrere abgeschlossene Geschichten, nicht selten von verschiedenen Autoren-Teams. Dadurch sind Annuals bisweilen experimentierfreudiger als reguläre Ausgaben.